# Peucedanum gallicum
Peucedanum gallicum är en flockblommig växtart som beskrevs av Lat.-marl. Peucedanum gallicum ingår i släktet siljor, och familjen flockblommiga växter. Inga underarter finns listade i Catalogue of Life.